# Wojewódzka rada narodowa
Wojewódzka rada narodowa – organ jednolitej władzy państwowej w województwie, istniejący w latach 1950–1990, powołany w celu kierowania na swoim terenie działalnością gospodarczą, społeczną i kulturalną, w zakresie władzy i administracji państwowej. Rada narodowa powstała w miejsce zniesionego związku samorządu terytorialnego w postaci urzędu wojewody.

## Powołanie rady narodowej
Na podstawie ustawy z 1950 r. o terenowych organach jednolitej władzy państwowej powołano rady narodowe szczebla wojewódzkiego i powiatowego. Wojewódzkie rady narodowe działały na podstawie uprawnień ustawowych oraz zgodnie z wytycznymi i instrukcjami Rady Państwa, Rady Ministrów oraz właściwych ministrów.

## Wybór rad narodowych
Wojewódzkie rady narodowe były wybierane przez ludność. Czas trwania kadencji został określony – zgodnie z Konstytucją PRL z 1952 r. – na okres 3 lat.

## Zakres i tryb działania rad narodowych
Jako terenowe organy jednolitej władzy państwowej wojewódzkie rady narodowe:
- kierowały na swoim terenie działalnością gospodarczą, społeczną i kulturalną,
- zapewniały ochronę porządku publicznego i czuwały nad przestrzeganiem praworządności demokratycznej,
- ochraniały własność społeczną i prawa obywateli,
- współdziałały w umocnieniu obronności państwa,
- wydawały przepisy prawne w ramach uprawnień nadanych im przez ustawy,
- wybierały i odwoływały prezydium rady narodowej oraz powoływały komisje rady narodowej,
- kierowały działalnością swoich organów i rozpatrywały ich sprawozdania,
- uchwalały w ramach narodowego planu gospodarczego terenowe plany gospodarcze i nadzorowały ich wykonanie,
- uchwalały w ramach jednolitego budżetu państwowego terenowe budżety i nadzorowały ich wykonanie,
- stanowiły o terenowych daninach, opłatach i świadczeniach, w ramach uprawnień nadanych im przez ustawy,
- wykonywały kontrolę społeczną działalności urzędów, przedsiębiorstw, zakładów i instytucji.

Rady narodowe powoływały dla poszczególnych dziedzin swojej działalności stałe komisje, które z ramienia rady wykonywały nadzór nad działalnością jej organów, przygotowywały projekty ważniejszych uchwał rady, sprawowały kontrolę społeczną, utrzymywały stałą i ścisłą więź z masami pracującymi.

## Organy wykonawcze rad narodowych
Prezydium wojewódzkiej rady narodowej było organem wykonawczym i zarządzającym. Prezydium wojewódzkiej rady narodowej działało kolegialnie.
Prezydium wojewódzkiej rady narodowej działało stosownie do uchwał wojewódzkiej rady narodowej oraz zgodnie z wytycznymi i instrukcjami Rady Ministrów oraz właściwych ministrów.

## Zakres działania prezydium rady
Prezydium wojewódzkiej rady narodowej sprawowało na podległym sobie terenie wszystkie funkcje wykonawcze władzy państwowej w ramach obowiązujących przepisów.
W szczególności prezydium wojewódzkiej rady narodowej:
- wykonywało uchwały rady oraz zarządzenia i polecenia władz zwierzchnich,
- realizowało kierownictwo nad działalnością gospodarczą, społeczną i kulturalną,
- kierowało działalnością przedsiębiorstw, zakładów i instytucji, podległych radzie narodowej,
- przygotowywało i zwoływało sesje rady oraz układało projekt porządku dziennego jej obrad,
- współdziałało z komisjami rady i przedkładało im określone sprawy do rozpatrzenia,
- opracowywało projekt terenowego budżetu i terenowego planu gospodarczego,
- ustalało wytyczne dla pracy wydziałów prezydium,
- rozpatrywało sprawozdania przewodniczącego i innych członków prezydium,
- rozpatrywało sprawozdania urzędów, przedsiębiorstw, zakładów i instytucji,
- składało ze swej działalności sprawozdania na posiedzeniach rady oraz przedstawiało okresowe sprawozdania ze swej działalności Radzie Państwa.

## Rola przewodniczącego prezydium rady
Przewodniczący prezydium wojewódzkiej rady narodowej:
- czuwał nad należytym wykonaniem uchwał rady i wytycznych władz zwierzchnich,
- kierował pracami prezydium i był odpowiedzialny za wykonanie uchwał prezydium,
- przygotowywał i zwoływał posiedzenia prezydium rady oraz ustalał porządek dzienny jego obrad,
- kierował działalnością wydziałów prezydium i kontrolował ich pracę.

Poszczególnymi dziedzinami spraw, należących do właściwości rad narodowych, zarządzały wydziały prezydium.

## Nadzór nad radami narodowymi i ich organami
Zwierzchni nadzór nad wojewódzkimi radami narodowymi sprawowała Rada Państwa.
W zakresie zwierzchniego nadzoru nad radami narodowymi Rada Państwa:
- zarządzała wybory do rad narodowych,
- rozpatrywała sprawozdania wojewódzkich rad narodowych,
- udzielała radom narodowym wytyczne i instrukcje,
- nadawała kierunek działalności radom narodowym w dziedzinie kontroli społecznej,
- rozpatrywała sprawy, związane z funkcjonowaniem rad narodowych i ich organów,
- decydowała w innych przypadkach, przewidzianych w ustawie.

Rada Państwa mogła:
- rozwiązać wojewódzką radę narodową i zarządzić nowe wybory, jeżeli rada narodowa swoją działalnością naruszała przepisy prawa lub zasadniczą linię polityki Państwa albo nie wykonywała swoich zadań,
- uchylić uchwałę wojewódzkiej rady narodowej lub jej prezydium, jeżeli uchwała była sprzeczna z prawem lub niezgodna z zasadniczą linią polityki Państwa.

## Zniesienie wojewódzkiej rady
Na podstawie ustawy z 1990 r. Przepisy wprowadzające ustawę o samorządzie terytorialnym i ustawę o pracownikach samorządowych zlikwidowano wojewódzkie rady narodowe.